# Ardian
Ardian es una compañía de capital inversión con sede en París. 
Ardian tiene 780 empleados en quince sedes (Pekín, Frankfurt, Jersey, Londres, Luxemburgo, Milán, Madrid, Nueva York, San Francisco, París, Singapur, Zúrich, Tokio, Santiago de Chile y Seúl).
La compañía administra los activos de aproximadamente 300 inversionistas y administra una variedad de fondos diferentes que cubren todas las clases de activos, y fondos de infraestructura centrados en el capital empresarial de la pequeña y mediana empresa, Innovation & Growth, Co Inversión y deuda privada.

## Historia
Fue fundada en 1996 como Axa Private Equity por el grupo de seguros AXA bajo la dirección de Dominique Senequier. El 30 de septiembre de 2013, AXA Private Equity anunció su separación del Grupo AXA y su cambio de denominación a Ardian.
En 2013 gestionaba activos por valor de 47 mil millones de dólares en Europa, América del Norte y Asia. En 2015, los activos bajo administración eran 55 mil millones de dólares, y en 2021 superaron los 96 mil millones. 
- Datos: Q15214965